# Caitlin McClatchey
Caitlin McClatchey (* 28. November 1985 in Portsmouth, England) ist eine britische Schwimmerin, die sich auf Freistil spezialisiert hat. Sie startete bei den Olympischen Sommerspielen 2004 in Athen und gehörte zum britischen Kader für die Olympischen Sommerspiele 2008 in Peking.
2004 wurde McClatchey britische Meisterin über 200 und 400 Meter Freistil, 2008 über die 100 Meter. Am 19. Juni 2005 stellte sie mit 4:07:02 Minuten einen neuen britischen Rekord über die 400 Meter Freistil auf.
Caitlin McClatcheys erster großer internationaler Auftritt waren die Olympischen Sommerspiele 2004 in Athen. Über die 400 Meter Freistil belegte sie dort den neunten Platz, mit der 4-mal-200-Meter-Freistilstaffel erreichte sie den fünften Rang. Bei den Schwimmweltmeisterschaften 2005 in Montreal gewann McClatchey über die 400 Meter Freistil die Bronzemedaille und wurde mit der 200-Meter-Freistilstaffel Vierte. Bei den Kurzbahnweltmeisterschaften 2008 in Manchester gewann Caitlin McClatchey zwei Bronzemedaillen über 200 Meter Freistil und mit der 100-Meter-Freistilstaffel sowie Silber mit der 200-Meter-Freistilstaffel.
Caitlin McClatchey nahm an den Commonwealth Games 2006 in Melbourne teil und gewann über 200 und 400 Meter Freistil Gold. Mit der 100-Meter-Freistilstaffel wurde sie dort Sechste. Bei den Schwimmeuropameisterschaften 2006 in Budapest gewann McClatchey Bronze über die 400 Meter Freistil. Zudem erreichte sie mit der 200-Meter-Freistilstaffel den vierten, mit der 100-Meter-Freistilstaffel den fünften und über 200 Meter Freistil den neunten Platz. Mit der 200-Meter-Freistilstaffel gewann sie bei den Schwimmeuropameisterschaften 2008 in Eindhoven Silber sowie bei den Weltmeisterschaften 2009 in Rom Bronze.